# Chrášťovice
Chrášťovice falu és önkormányzat (obec) Csehország Dél-csehországi kerületének Strakonicei járásában. Területe 10,72 km², lakosainak száma 241 (2008. 12. 31). A falu Strakonicétől mintegy 9 km-re északra, České Budějovicétől 59 km-re északnyugatra, és Prágától 92 km-re délnyugatra fekszik.
A település első írásos említése 1544-ből származik.

## Az önkormányzathoz tartozó települések
- Chrášťovice
- Klínovice

## Népesség
A település népessége az elmúlt években az alábbi módon változott:
| Lakosok száma | 615  | 597  | 651  | 483  | 318  | 255  | 265  | 263  | 254  | 269  |
|               | 1869 | 1890 | 1921 | 1950 | 1980 | 2001 | 2017 | 2019 | 2022 | 2024 |